# Aegus amplus
Aegus amplus es una especie de coleóptero de la familia Lucanidae.

## Distribución geográfica
Habita en Tailandia Laos.